# Doing It
"Doing It" é uma canção da cantora britânica Charli XCX, gravada para o seu segundo álbum de estúdio, Sucker. Conta com a participação da cantora britânica Rita Ora. A canção foi escrita por Charli XCX, com a colaboração de Ariel Rechtshaid, Jarrad Rogers, Noonie Bao e Matthew Burns, com produção de Rechtshaid e Jarrad Rogers. Foi lançada em 3 de fevereiro de 2015 nas rádios mainstream estadunidenses como o terceiro single do disco.

## Antecedentes
Em 7 de janeiro de 2015, foi anunciado que na versão europeia de Sucker, segundo álbum de estúdio de XCX, seria trocada a versão original de "Doing It" para um remix com a cantora Rita Ora. O produtor A. G. Cook contribuiu no remix oficial.

## Vídeo musical
O vídeo musical da música foi dirigido por Adam Powell e lançado no YouTube em 20 de janeiro de 2015. Foi inspirado em Thelma & Louise, Natural Born Killers, Barbie, e gravado em um deserto da Califórnia. XCX comentou que se inspirou nos clubes de strip da Flórida, nos visuais dos anos 70 e em David LaChapelle.

## Performances ao vivo
XCX apresentou a canção pela primeira vez no Jimmy Kimmel Live em 3 de fevereiro de 2015.

## Desempenho nas tabelas musicais

### Posições
| Parada (2015)                    | Melhor posição |
| -------------------------------- | -------------- |
| Escócia (Scottish Singles Chart) | 7              |
| França (SNEP)                    | 165            |
| Irlanda (IRMA)                   | 37             |
| Reino Unido (UK Singles Chart)   | 8              |

## Histórico de lançamento
| Região         | Data                   | Formato(s)        | Gravadora             |
| -------------- | ---------------------- | ----------------- | --------------------- |
| Estados Unidos | 3 de fevereiro de 2015 | Rádios mainstream | Atlantic Records, RRP |
| Irlanda        | 6 de fevereiro de 2015 | Download digital  | Atlantic Records      |
| Reino Unido    | 8 de fevereiro de 2015 | Download digital  | Atlantic Records      |